# Francina Margaretha van Huysum
Francina Margaretha van Huysum (Amsterdam, 1707 - Amsterdam, 1789), fou una pintora neerlandesa del segle xviii.

## Biografia
Era filla de Jan van Huysum i probablement la va ajudar amb el seu treball. En la biografia de vint pàgines sobre el seu pare escrita per Jan van Gool, l'única dona que va esmentar va ser a Margaretha Haverman qui a van Gool va afirmar que havia deixat ser la seva única alumna "sota falsos interessos". Això indica que van Huysum estava disposat a deixar que parents femenines i amics li ajudessin però va evitar l'ajuda d'alumnes per por de revelar la seva tècnica i que creessin una competència.
Segons el Rijksbureau voor Kunsthistorische Documentatie alguns treballs de Francina han estat anteriorment atribuïts al seu pare Jan i al seu oncle Michiel. Va ser a partir de l'any 2006 quan es van atribuir a ella per Sam Segal.